# Christopher Lake
Christopher Lake es un pueblo canadiense situado en la provincia de Saskatchewan.

## Superficie
Christopher Lake tiene una superficie de 4,59 km².

## Demografía
En 2021, tenía 302 habitantes, una densidad poblacional de 65,8 hab./km², y 147 viviendas.